# Talk back
talk back（トークバック）是日本聲優事務所Kenyu Office經營的聲優培訓學校。

## 概要
所在地東京都世田谷區大原。
由Kenyu Office社長堀內賢雄創辦。
主要講師陣容有Kenyu Office所屬的池本小百合、堀江真理子等人。

## 經緯
- 2001年5月：聲優Workshop「talk back」設立
- 2002年5月：主宰堀内賢雄設立「有限公司Kenyu Office」
- 2003年5月：大阪校開設
- 2005年4月：將東京校從Workshop轉型並遷移至Kenyu Office的旗下培訓學校「talk back」
- 2006年4月：Kenyu Office從有限公司變更為株式會社
- 2009年：大阪校從Workshop轉型成培訓學校

## talk back出身聲優

### 東京校出身者
- 2002年度畢業生：河野裕（日语：河野裕 (声優)）、奈良徹、岡妙、竹田小春（日语：竹田小春）、新田萬紀子（日语：新田万紀子）、矢口麻美
- 2003年度畢業生：田島裕也（日语：田島裕也）、堀越省之助（日语：堀越省之助）、名村幸太朗（日语：名村幸太朗）、 岩村琴美（日语：岩村琴美）
- 2004年度畢業生：三浦潤也（日语：三浦潤也）、武田華、田邊篤志、根津貴行（日语：根津貴行）、宮下弘充（日语：宮下弘充）、川本知枝、北斗利佳（日语：北斗利佳）
- 2005年度畢業生：山中真尋、許綾香（日语：許綾香）
- 2006年度畢業生：下妻由幸（日语：下妻由幸）
- 2007年度畢業生：朝比奈拓見（日语：朝比奈拓見）、新田英人（日语：新田英人）、林和良（日语：林和良）
- 2008年度畢業生：長谷川俊介（日语：長谷川俊介）、石田嘉代（日语：石田嘉代）
- 2009年度畢業生：後藤光祐
- 2010年度畢業生：岡田惠（日语：岡田恵）
- 2011年度畢業生：品田美穗（日语：品田美穂）、戶田惠
- 2012年度畢業生：岡井克升、浦田涉、宮本譽之（日语：宮本誉之）
- 2013年度畢業生：松井曉波
- 2014年度畢業生：井上均、佐藤領祐、三瓶雄樹（日语：三瓶雄樹）、瀧本有太、村上裕人、石井綾（日语：石井綾）
- 2015年度畢業生：太田一騎、松本沙羅

### 大阪校出身者
- 2004年度畢業生：坂下純美
- 2007年度畢業生：栗田繪里奈（日语：栗田エリナ）、里郁美（日语：里郁美）
- 2008年度畢業生：平井理子
- 2009年度畢業生：優希（日语：優希知冴）

## 外部連結
- Kenyu Office官網介紹頁面（页面存档备份，存于） （日語）